# William Jeffries
William Arthur Jeffries (11 tháng 3 năm 1921-1981) là một cầu thủ bóng đá người Anh thi đấu ở Football League cho Mansfield Town.